# Bernard Laporte-Fray
Pour les articles homonymes, voir Laporte.
Bernard Laporte-Fray, né le 6 mai 1956 à Pau, est un entrepreneur et président de club béarnais. Il est aujourd'hui président du Pau FC depuis le 14 août 2010, depuis plus de 25 ans, après avoir sauvé le club en 1995,,.
En 2021, Laporte-Fray se porte acquéreur, avec son ancien entraineur et ami Dado Pršo, du Demba Diop FC, évoluant en deuxième division au Sénégal.
Un des fils de Bernard Laporte-Fray, Yann, est actuellement directeur commercial, marketing et communication du Pau FC.

## Biographie
Bernard Laporte-Fray grandi à Uzos, où son père est ouvrier à Turbomeca.
Son père est également président de l'ASCUR, Association Sportive Culturelle Uzos-Rontignon, qui fusionnera plus tard avec l’Association sportive Mazères de Mazères-Lezons afin de former l'ASMUR.
Laporte-Fray était élève au collège et lycée à l'Immaculée Conception de Pau, où il a côtoyé Bernard Pontneau, président de la Section Paloise.
Bernard Laporte-Fray déclare avoir initialement voulu pratiquer le Rugby, mais avoir dû renoncer à la suite du refus de sa mère, qui avait peur de le voir devenir bagarreur.

Laporte-Fray s'oriente alors vers le poste de gardien de but.

« C'est ingrat gardien, un poste solitaire. On est pris pour des barges. Ça m'allait bien. »

— Bernard Laporte-Fray
Bernard Laporte-Fray rejoint ensuite l'Union jurançonnaise. C'est alors que le président du FC Pau, qui était alors Pierre Clède, vient le recruter en 1978 pour rejoindre le club phare de Pau, en même temps que Joël Lopez.
Laporte-Fray était le gardien titulaire du FC Pau lors de la saison de Division 4 1982-1983, où le club parvint à accéder de nouveau à la Division 3, avec Joël Lopez en 10 et Robert Péré-Escamps en 6.
Toutefois, Bernard Laporte-Fray déclare ne jamais avoir voulu évoluer au niveau professionnel, car ne possédant pas le mental nécessaire et la volonté de sacrifier sa famille et ses amis.
Ainsi lorsqu'à 32 ans, Jean-Paul Sesma, futur dirigeant des Bleuets de Notre-Dame, le déloge au poste de gardien titulaire, Laporte-Fray retourne à l'UJ. Bernard Laporte-Fray y est nommé entraineur en 1986, après l'arrêt de sa carrière.

### Reprise du Pau FC
Le Football-Club de Pau renaît de ses cendre à la suite de la liquidation judiciaire de 1995, grâce à Laporte-Fray et Joël Lopez,,.
Alors directeur d'une agence bancaire, il devient repreneur du club à la suite du président Alain Pitoun, en compagnie de Joël Lopez et assainit les finances.

« Un journaliste, Jean-Paul Allongue, m'a sollicité pour me dire que le FC Pau allait déposer le bilan et qu'il fallait une offre de reprise pour sauver le club. J'y suis allé pour sauver tout un club, pour les gosses. Pour que le club ne parte pas aux oubliettes. Sinon c'était mort, il n'y avait plus rien. »

— Bernard Laporte-Fray
Dans les années 2000, Bernard Laporte-Fray s'oriente vers la gestion de deux EHPAD en Béarn, le Beau Manoir à Uzos et les Chênes à Artix.
Bernard Laporte-Fray effectue de nombreux séjours au Sénégal, où il a vécu durant deux ans, et a exploité ses réseaux pour recruter de nombreux joueurs Sénégalais.
Interdit de toute activité en relation avec le monde sportif jusqu'en 2009 à la suite de cette affaire, Bernard Laporte-Fray reste néanmoins l'actionnaire majoritaire du club pendant cette période, continuant à œuvrer pour la professionnalisation du club.
A cette occasion, il tend la main à Edouard Cissé, qui avait exprimé vouloir s'engager dans le club à l'issue de sa carrière sportive.
En 2021, Laporte-Fray acquiert avec Dado Pršo le Demba Diop FC, club de deuxième division du Sénégal. Le club, basé à M'bour, est nommé en hommage à l'ancien maire de la ville et ministre de la Jeunesse et des sports sous la présidence de Léopold Sédar Senghor, Demba Diop, disparu en 1967.
Laporte-Fray, avec le soutien de Joël Lopez, parvient à structurer le Pau FC, tout en faisant de ce club l'un des rares à dégager des bénéfices dans le football français.

### Controverses
Au début des années 2000, à l'image son prédécesseur à la tête du Pau Football Club, Alain Pitoun, Bernard Laporte-Fray est un golden-boy à succès, élu à Uzos fréquentant le gratin local.
En 2001, Bernard Laporte-Fray et son directeur sportif Richard Allenda sont condamnés à de la prison avec sursis pour possession de cocaïne,,. La présidence du Pau FC est alors assurée par Jacques le Coadou, avant qu'un ancien coéquipier de Laporte-Fray, Joel Lopez ne reprenne la main.
Bernard Laporte-Fray part vivre deux ans au Sénégal pour se ressourcer.